# Shakalaka Boom Boom
Shakalaka Boom Boom est un film indien de Bollywood réalisé par Suneel Darshan, sorti le 6 avril 2007.
Le film met en vedette Bobby Deol, Upen Patel, Celina Jaitley et Kangana Ranaut. Le long métrage fut un succès mitigé aux box-office.

## Distribution
- Bobby Deol : A.J.
- Upen Patel : Reggie Kapoor.
- Kangna Ranaut : Ruhi.
- Celina Jaitley : Sheena.

## Box-office
- Box-office Inde: 70 410 000 Roupies.

Box-office india qualifie le film de succès moyen.